# زاگرس
زاگرُس رشته‌کوهی است که از غرب تا جنوب غربی فلات ایران کشیده شده است. این رشته‌کوه از شرق استان قهرمان مرعش در شرق ترکیه آغاز شده و پس از گذشتن از استان‌های آذربایجان غربی، کردستان، همدان، کرمانشاه، مرکزی، لرستان، ایلام، اصفهان، چهارمحال و بختیاری، خوزستان، کهگیلویه و بویراحمد، و فارس، کرمان سرانجام در استان‌های بوشهر و هرمزگان هموار می‌شود و پایان می‌گیرد.
آثار بر جای مانده از غارنشینی در کوه‌های زاگرس مربوط به حدود ۱۰۰٬۰۰۰ سال پیش، بیانگر سکونت انسان در این مناطق در دوره پارینه‌سنگی و عیلامی (۳۰۰٬۰۰۰ تا ۳۰٬۰۰۰ سال پیش) است.

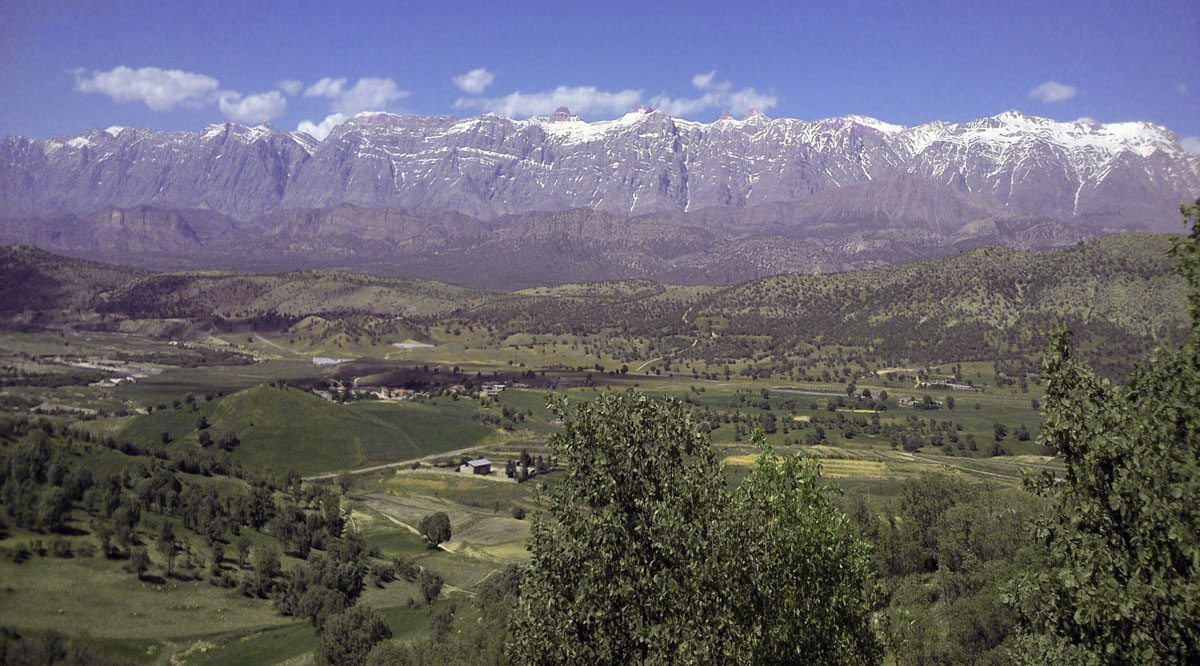
کوه دنا، استان کهگیلویه و بویراحمد، مرتفع‌ترین قله زاگرس

## نام
نام باستانی رشته کوه زاگرس در اوستا اسپروچ یا اسپروز است و شاید کُر یا کور است: بر طبق اسطوره‌شناسی سومری کور (کر) در اساس نام یک کوه یا کوه‌هایی بوده، و اغلب به کوه‌های زاگرس واقع در شرق سومر گفته می‌شد.
کور همچنین نام دیگر امپراتوری اکد است که از سه هزار سال پیش و قبل از آن بر کل نواحی زاگرس گسترده شده بود.

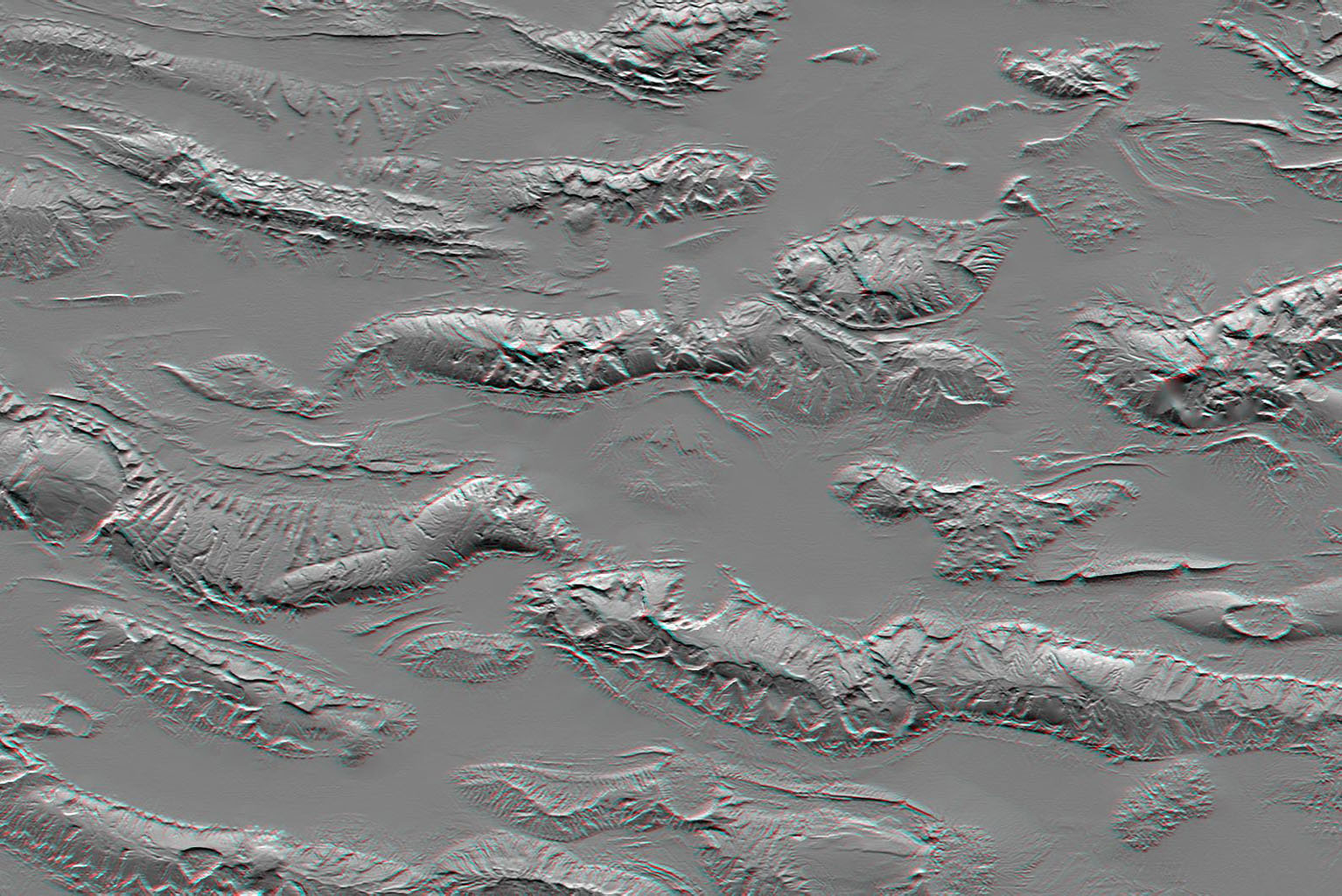
مکان‌نگاری شاتل رادار از کوه‌های زاگرس

بعضی معتقدند ریشه این نام اوستایی است. در زبان اوستایی زاگر Za-G'R' به معنای کوه بزرگ است. اما نظری نیز هست این است که این کلمه از نام یکی از قبایل بومی قوم پارس ساکن در این منطقه معروف به ساگارتی گرفته شده.
نام قدیمی این رشته‌کوه در زبان فارسی «پاتاق» که نام رشته‌کوهی معروف در استان کرمانشاه نیز هست بوده و پیش از آن «کوهستان» (در عربی: «جبال») و «پهلو» یا «پهله» بود.
یک احتمال بالای دیگر این است که منشأ زاگروس از «سایگروس» یونانی به معنای سردسیر باشد.
واژهٔ «زاگرس» یا «زاگروس» از بیش از هشت دهه پیش و از اواخر دوره قاجار از طریق ترجمه آثار نویسندگان اروپایی (و گاهی از زبان یونانی) وارد زبان فارسی شده و سپس بر روی نقشه ایران نیز گذاشته شد.
در ظاهر، حسن پیرنیا اولین کسی است که واژهٔ زاگرس را در حاشیهٔ صفحهٔ ۲ کتاب خود به نام «تاریخ ایران از آغاز تا انقراض ساسانیان» آورده است. او خود تأکید نموده که اروپاییها چنین (یعنی زاگرس) نامند.
بعد از نوشتهٔ پیرنیا بارها به اشتباه از زاگرس به نام کوه یا دره نام برده شد که برداشت نادرستی بوده است زیرا واژهٔ زاگرس بخش گسترده‌ای از شمال‌غربی تا جنوب شرقی ایران را با بیش از ۲۴۰ نام از رشته کوه، دشت، دره، رود و شهر و بخش و روستا در استان‌های آذربایجان غربی، کردستان، لرستان، ایلام، کرمانشاه، مرکزی و اصفهان و فارس و هرمزگان و کهگیلویه و بویراحمد و چهارمحال و بختیاری و خوزستان را شامل می‌شود.
واژهٔ زاگرس در هیچ‌یک از کتاب‌های تاریخی و جغرافیایی یا مسالک و الممالک و نوشته‌های دوره اسلامی نوشته نشده است.
در لغت‌نامه دهخدا یا دائرةالمعارف مصاحب نیز نکته‌ای مهم و اساسی دربارهٔ ریشه و اصل واژه زاگرس بیان نشده است.
محمد قزوینی در صفحهٔ ۴۸ از جلد ۵ کتاب خود می‌نویسد: «زاگرس نام یونانی سلسله جبال غربی ایران به خصوص منطقهٔ لرنشین در غرب ایران است.»
در دانشنامه لاروس از زاگرس به کوتاهی به‌عنوان نام دره‌ای نفت‌خیز ذکر شده است.
در واژه نامهٔ یونانی به آلمانی که سال م۱۸۸۶ در لایپزیگ به چاپ رسیده واژه Zagrio یا Zagros را به‌عنوان «کوهی در دوران ماد» به نقل از نوشته‌های استرابون و پولیبیوس آورده است.
در لغت نامهٔ جغرافیایی Lexique géographique در زیر واژه و عنوان «زاگرو» (زاگرس) آمده است:
«رشته کوهی است در آسیا که از شمال غربی به جنوب شرقی کشیده شده .»
رومن گیرشمن باستان‌شناس فرانسوی در کتابش زاگرس را نام قبیله‌ای دانسته و می‌نویسد:
«حرکت عمومی قبایل ایرانی هنوز به پایان نرسیده بود که قبیلهٔ سومی از قبیله‌های مهم ایرانی بنام «Zikirtu» یا «ساگارتی» بسوی نواحی شرقی تری رفته و مستقر شدند.»
هرودوت نیز در نوشته‌هایش در بخش معرفی قبایل پارسی از همین قبیله صحراگرد با نام «ساگارتی» یاد کرده و می‌نویسد:
«قبیله‌های دیگر که صحراگردند از این قرارند: داین‌ها، ماردها، دروپیک‌ها و ساگارتی‌ها»
دیاکونوف نیز در کتاب تاریخ ماد خود در شرح حملهٔ آشوری‌ها به پارسوا و به استناد کتیبه‌های خوانده شده می‌نویسد:
«به‌طوری که در متن تصریح شده، آخرین نقطهٔ لشکر کشی، گویا زاکروتی بود»
به استناد مطالب ذکر شده ریشهٔ واژهٔ زاگرس از زبان اوستایی است و یونانی‌ها با افزودن S (س) به آخر آن این واژه را به شکل یونانی مبدل نمودند.
زاگرس Zagreus، در استوره‌های ارفه ای، فرزند خدایگون زئوس (به شکل یک مار) و دخترش پرسیفونه است؛ لذا واژهٔ زاگرس (همانند واژه بختیاری) هم نام کوه و دژ و هم ایل، قوم، قبیله و محلی بوده است.
به باور فریدون جنیدی در کتاب «داستان ایران» نام اصلی زاگرس در اوستا «اوپایِری سَئِنَ» (بر فرازش آهن) است! «آسِن/آهِن» نام همگانی هر «فلز» بود و هنوز بسیاری از ایرانیان آن را با زیر «ه» بر زبان می‌آورند!
«اوپایری سَئِنَ» (در پهلوی «اَپورسِن»)، می‌باید امروز «اَبَرسِن» باشد؛ ولی اندهگنانه نام یونانی «زاگرس» جایگزین شده است!

## زمین‌شناسی

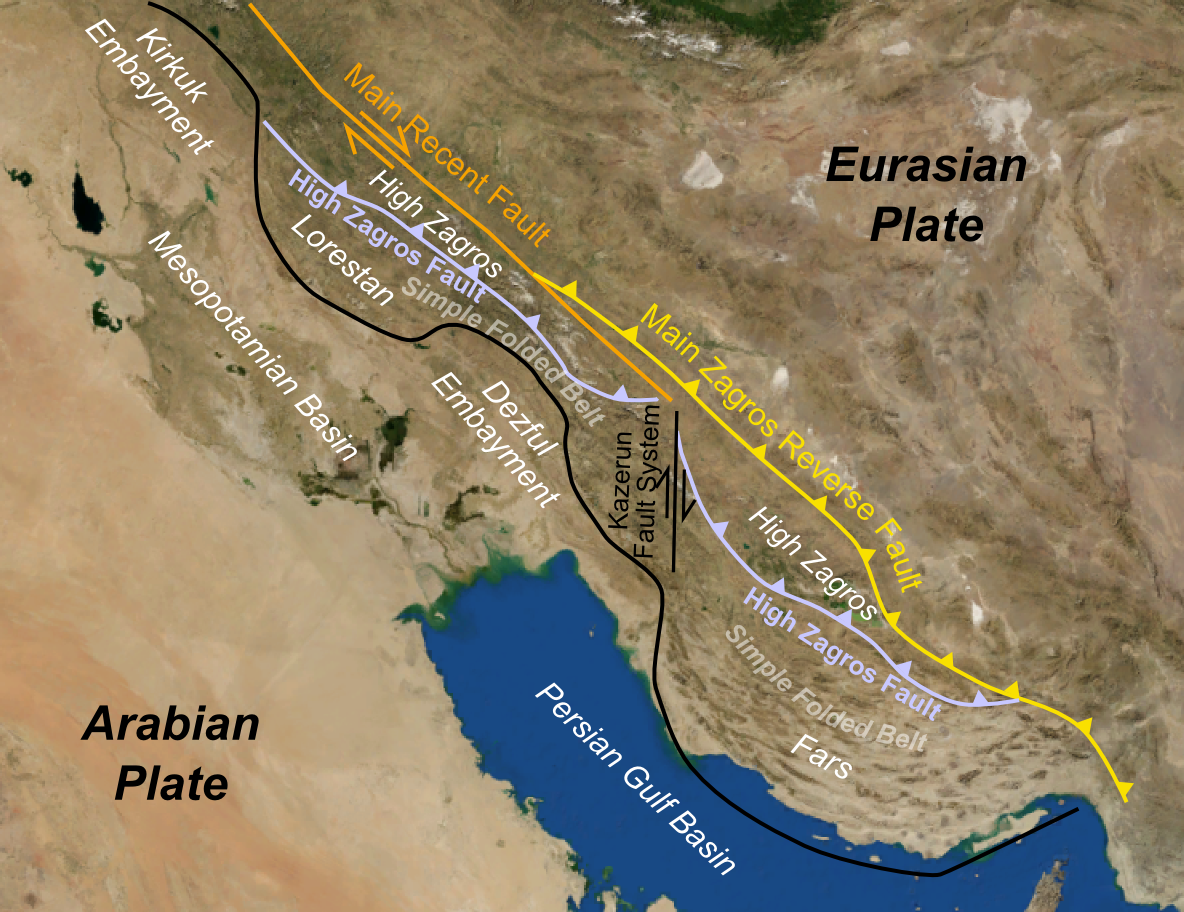
گسل‌های کمربند چین‌خورده -رانده زاگرس گسل جوان زاگرس (نارنجی) راندگی اصلی زاگرس (زرد) گسل زاگرس بلند (آبی)

کمربند چین‌خورده و رانده زاگرس یک کمربند طولانی به‌طور حدودی ۱۸۰۰ کیلومتری (۱۱۰۰ مایل) از سنگ‌های پوسته‌ای تغییر شکل یافته است که در جبهه برخوردی بین صفحات عربی و اوراسیا تشکیل شده است.
رشته کوه‌های زاگرس حاصل یک فعالیت تکتونیکی یعنی برخورد دو صفحه تکتونیکی اوراسیا و عربستان هستند. این چین خوردگی متوقف نشده و دگرگونی زمین در غرب ایران و منطقه زاگرس همچنان ادامه دارد. چین خوردگی‌های متعدد و وجود گنبدهای نمکی فراوان، زاگرس را به منطقه‌ای نفت‌خیز تبدیل کرده است.
از نظر زمین‌شناسی، زاگرس به دو یا سه بخش مجزا قابل تفکیک است: زاگرس شمالی، زاگرس میانی و زاگرس جنوبی. تفاوت زاگرس شمالی و جنوبی در نوع چین خوردگی‌ها و نیز در نحوهٔ قرارگیری چین‌ها بر روی گنبدهای نمکی است. استان‌های فارس و کهگیلویه بویر احمد، بخش‌های جنوبی استان‌های اصفهان و چهارمحال و بختیاری، ارتفاعات شرقی استان بوشهر و ارتفاعات شمالی استان هرمزگان همگی زاگرس جنوبی محسوب می‌شوند. بخش‌های غربی استان اصفهان، بخش بزرگی از چهارمحال و بختیاری، استان لرستان، ارتفاعات شمالی-شرقی استان خوزستان، بخش‌های جنوبی استان‌های مرکزی و همدان ازجمله مناطق زاگرس مرکزی به‌شمار می‌روند. اما بخش‌های شمال غربی مناطق مذکور که شامل استان‌های ایلام، کرمانشاه، کردستان، بخش‌های جنوبی و غربی آذربایجان غربی، ارتفاعات زاگرس در شمال عراق هستند به عنوان زاگرس شمالی شناخته می‌شوند
در یک تقسیم‌بندی دیگر، کوه‌های زاگرس به دو بخش اصلی قابل تفکیک هستند: زاگرس مرتفع و زاگرس چین خورده.
رشته کوه زاگرس میزبان یکی از بزرگ‌ترین ذخایر هیدروکربنی کره زمین می‌باشد و میدان‌های گازی و نفتی متعددی در این منطقه درحال فعالیت و استخراج هستند. وجود تعداد بالای میدان‌های هیدروکربنی و استخراج از آنها و همچنین فعالیت طبیعی تکتونیکی در زاگرس، این کوهزایی را به یک نمونه بی همتا در کره زمین تبدیل کرده است. مطالعه‌ای در منطقه زاگرس نشان داده گرچه زاگرس از دیدگاه تکتونیکی به عنوان منطقه فعال دسته‌بندی می‌شود، اما استخراج از ذخایر هیدروکربنی نیز باعث وقوع زمین‌لرزه‌های القایی در این ناحیه می‌شود.

### زاگرس مرتفع
بر پایه تقسیم‌بندی‌های ساختمانی زمین‌شناسی ایران، پهنه زاگرس مرتفع یا زاگرس بلند، با پهنای متوسط ۸۰ کیلومتر در میان دو پهنه زمین‌شناختی سنندج-سیرجان در شمال و پهنه زاگرس چین‌خورده در جنوب قرار دارد و بلندترین بخش‌های رشته‌کوه زاگرس را در خود جای داده است. مرز شمالی پهنه زاگرس بلند، یک گسل معکوس بزرگ است که آن را گسل اصلی معکوس زاگرس می‌نامند. گسل زاگرس بلند نیز مرز جنوبی پهنه زاگرس بلند محسوب می‌شود و این پهنه را از زاگرس چین‌خورده جدا می‌سازد.
زاگرس مرتفع بخش شمال شرقی رشته کوه‌های زاگرس و در واقع اولین ردیف از کوه‌های زاگرس را تشکیل می‌دهند و به صورت دیواره‌ای بلند اما با پهنای به‌نسبت کم (حداکثر ۸۰ کیلومتر) از شمال غربی به جنوب شرقی کشیده شده‌اند. میزان ارتفاع و بارش برف و باران در این بخش از زاگرس زیاد می‌باشد. مرتفع‌ترین قلل زاگرس شامل دنا، زردکوه، کبیر کوه، اشترانکوه و گرین در زاگرس مرتفع قرار دارند.

### زاگرس چین‌خورده

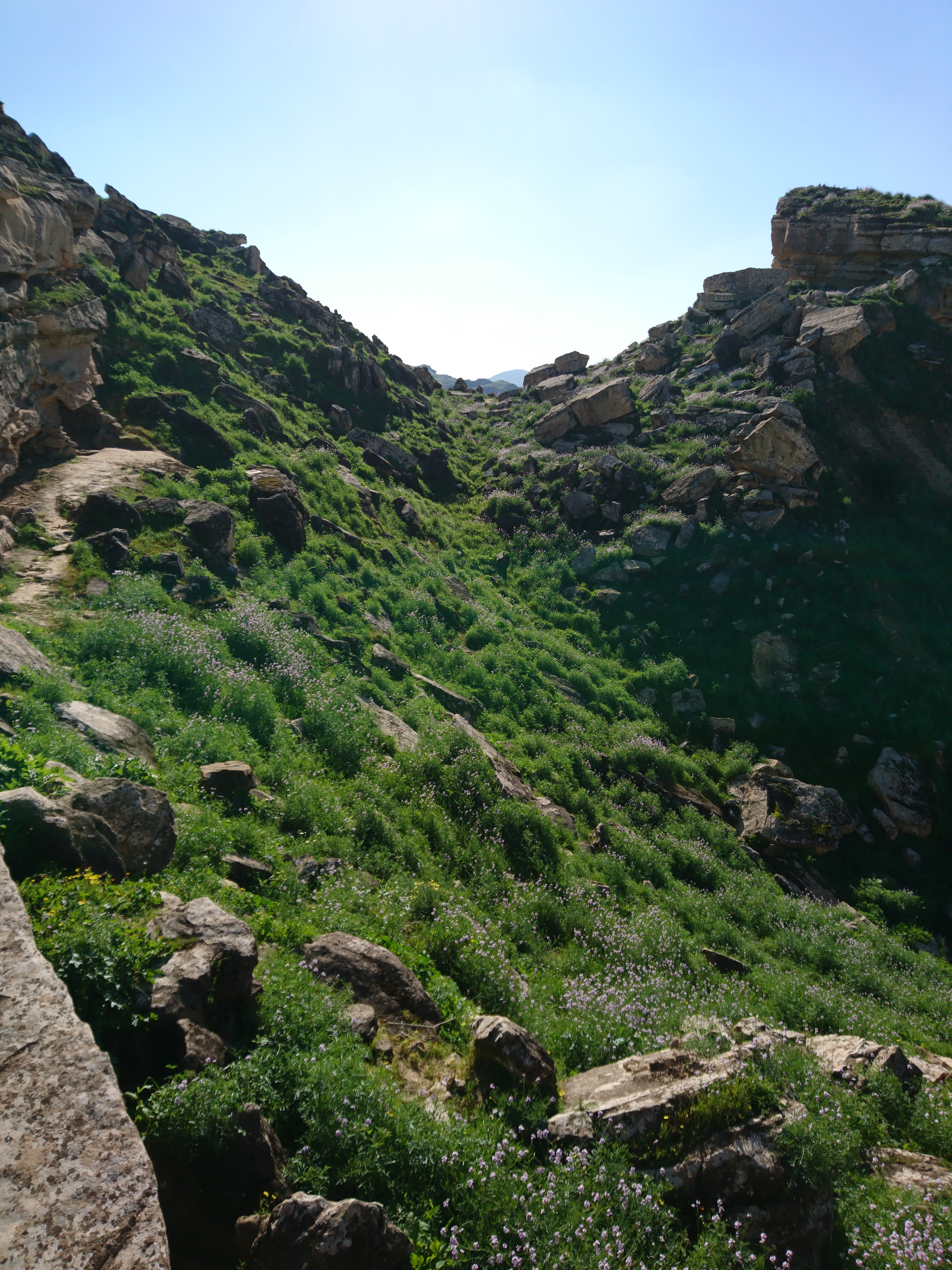
زاگرس چین‌خورده، بهبهان

بخش غربی و جنوبی رشته کوه‌های زاگرس، با طولی حدود ۱۳۷۵ کیلومتر و عرضی بین ۱۲۰ تا ۲۵۰ کیلومتر، زاگرس چین خورده نامیده می‌شود. این بخش از زاگرس، همراستا با زاگرس مرتفع، تا خلیج فارس و تنگه هرمز ادامه می‌یابد. تاقدیس‌های بزرگ و کشیده از مشخصه‌های زاگرس چین خورده هستند.
گسل زاگرس بلند مرز شمالی پهنه زاگرس چین‌خورده محسوب می‌شود و این پهنه را از زاگرس بلند جدا می‌سازد.

## کوه‌ها

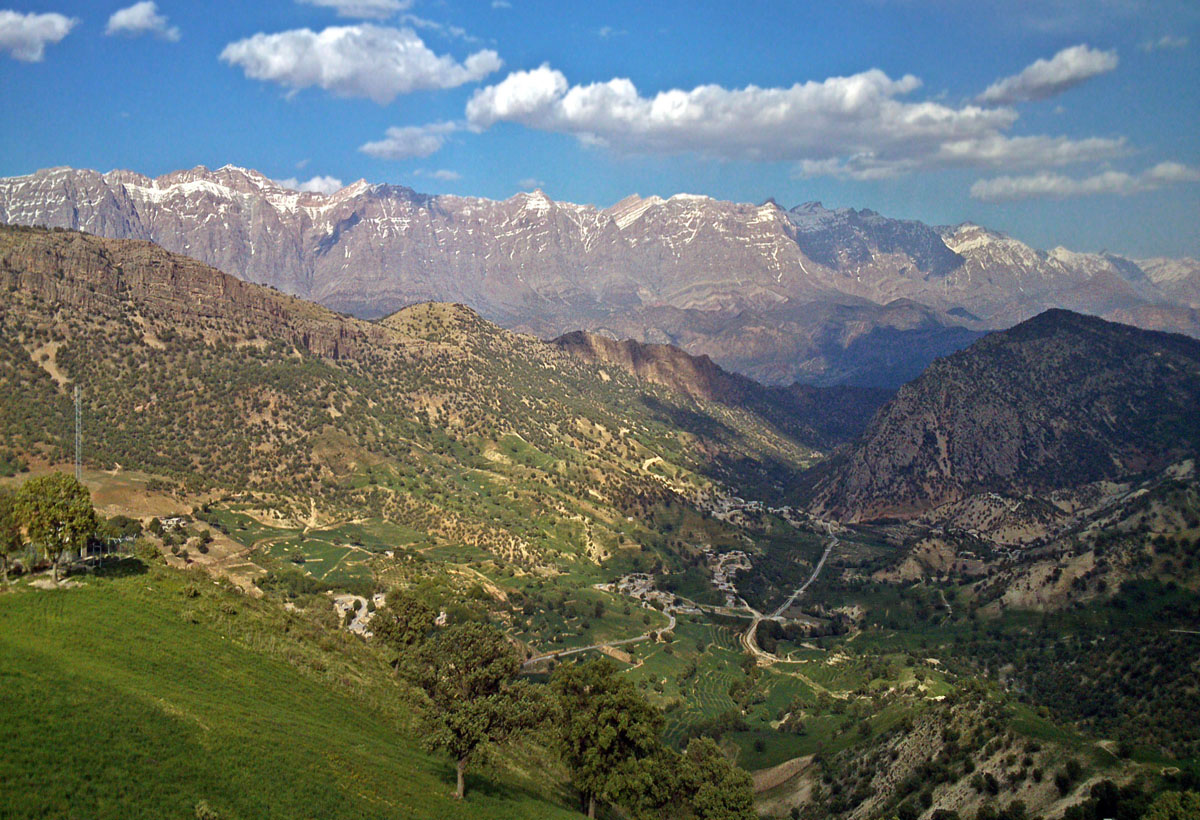
دنا، کهگیلویه و بویراحمد

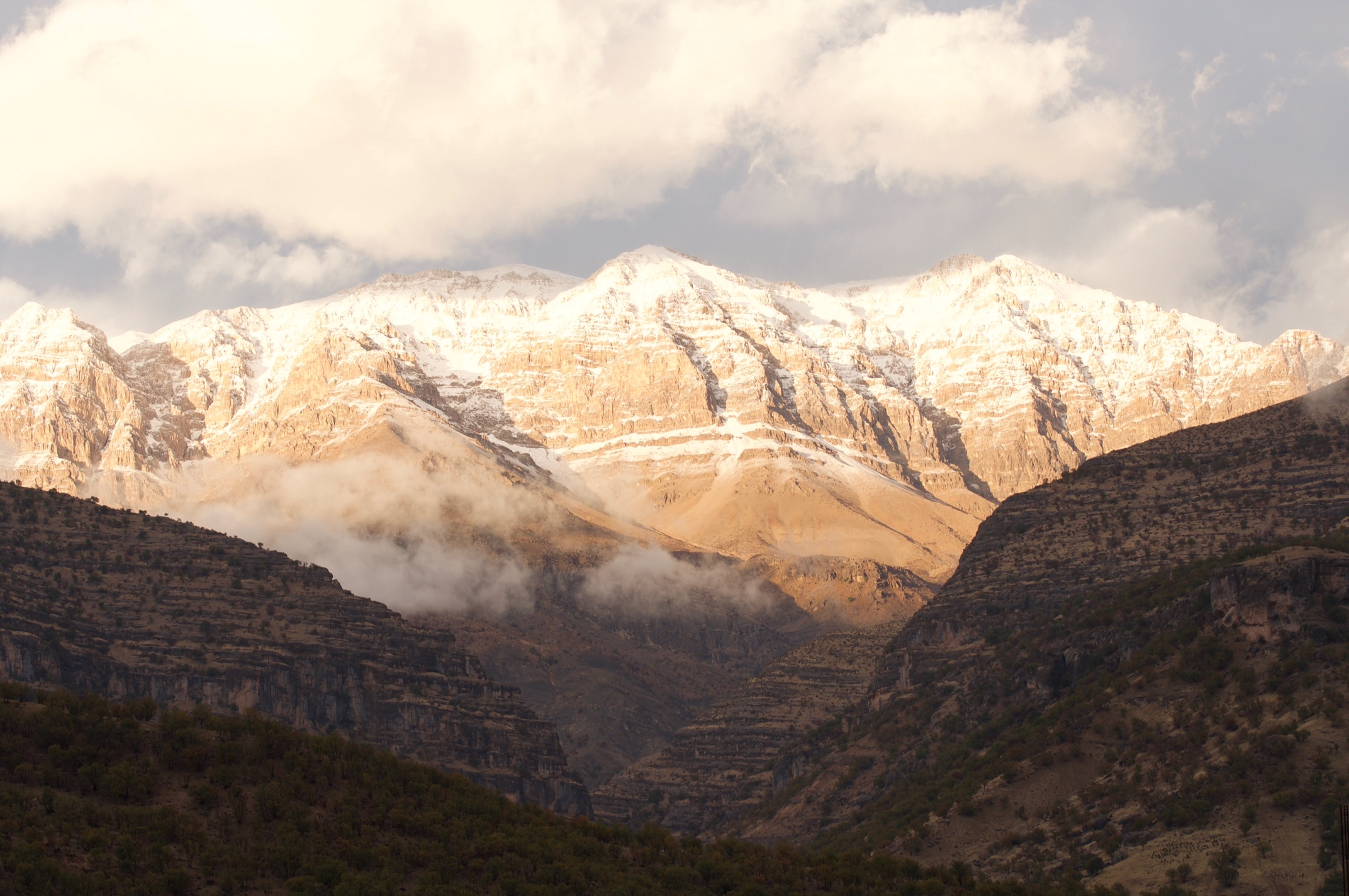
زردکوه، چهارمحال و بختیاری

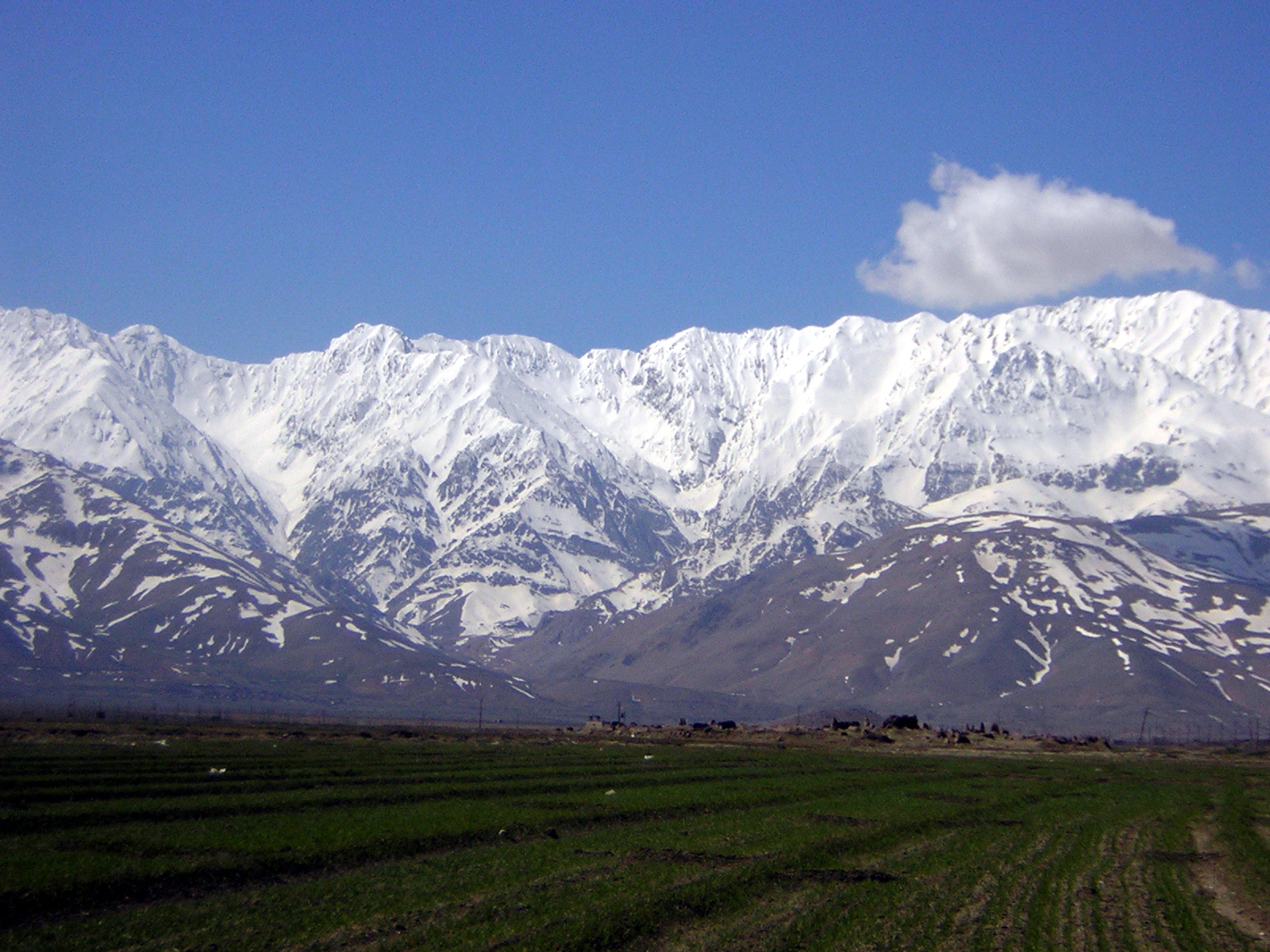
اشترانکوه، لرستان

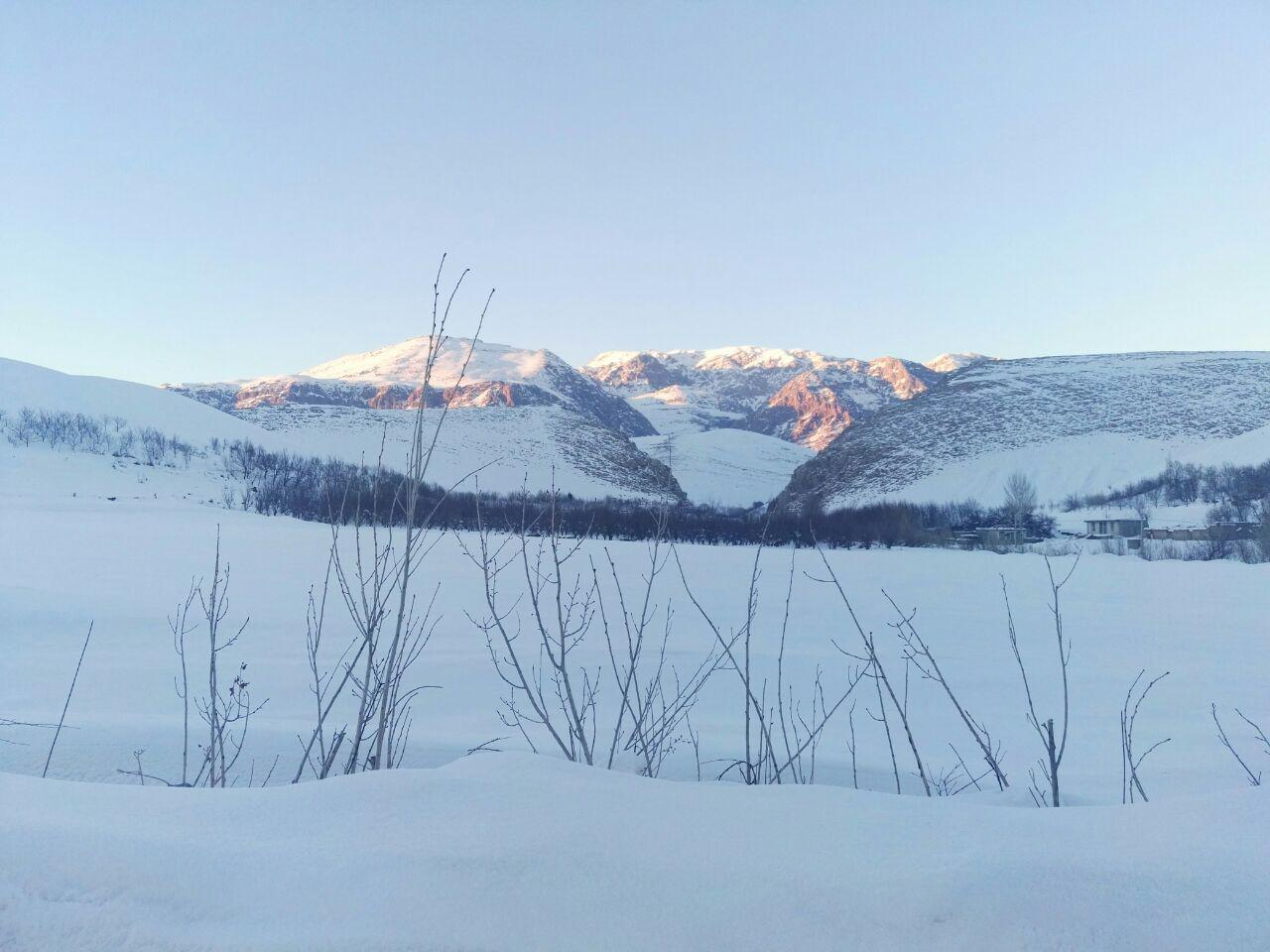
کوهستان گرین، قله ولاش

قالی کوه، لرستان

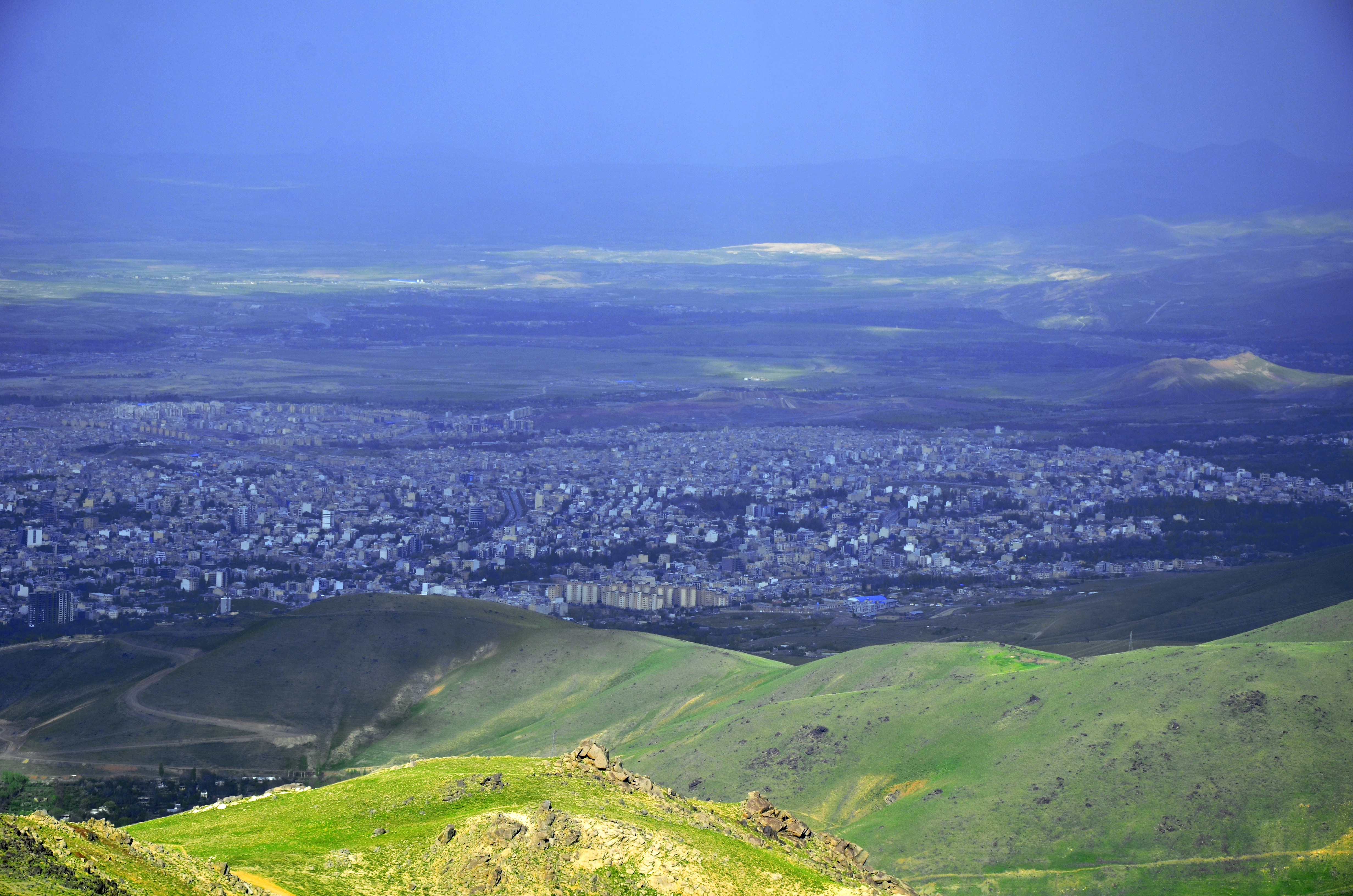
دورنمای شهر همدان از قلهٔ الوند قله‌ای در شمال غرب زاگرس

بلندترین قله‌های این رشته کوه به ترتیب، دنا (۴۴۰۹ متر) بلندترین قله زاگرس جنوبی، زردکوه بختیاری (۴۲۲۱ متر) بلندترین قله زاگرس مرکزی، اشترانکوه (۴۱۰۰ متر) بلندترین قله زاگرس شمالی، قالی کوه (۴۱۰۰ متر)، شاهانکوه (۴۰۴۰) بل (۳۹۴۳ متر) و کینو (۳۷۰۱ متر) و کوهستان گرین با ارتفاع ۳۷۰۰ (تقریبی) هستند.
دنا با ارتفاع ۴۴۰۹ متر بلندترین ارتفاعات زاگرس می‌باشد و از ۴۴ قله مرتفع بالای ۴۰۰۰ متر تشکیل شده است و بیش از ۸۰ کیلومتر طول دارد. از لحاظ موقعیت جغرافیایی، کمی از آن در جنوب استان اصفهان و بخش اعظم آن در شمال شرقی استان کهگیلویه و بویراحمد قرار دارد. در تمام سال پوشیده از برف بوده و یکی از کم نظیرترین منابع انواع و اقسام گیاهان دارویی در دنیاست. این کوه یکی از سرچشمه‌های رود کارون است.
زردکوه بختیاری با ارتفاع ۴۲۲۱ متر دومین قله بلند زاگرس و بلندترین قله زاگرس مرکزی در شهرستان کوهرنگ در استان چهار محال و بختیاری قرار دارد. زردکوه بختیاری در تمام طول سال پوشیده از برف بوده و سرچشمهٔ اصلی رودخانه‌های کارون، زاینده‌رود و کرخه می‌باشد.
اشترانکوه با ارتفاع ۴۱۰۰ متر در استان لرستان جای گرفته که دارای هشت قلهٔ بلند و به هم پیوسته است که در تمام طول سال پوشیده از برف است. دریاچه گهر در این رشته کوه قرار گرفته است.
قالی کوه در جنوب شهرستان الیگودرز قرار دارد نیز با ارتفاع۴۱۰۰ متر جز قله‌های بلند زاگرس محسوب می‌شود. رودخانه دز از این کوه سرچشمه می‌گیرد. آبشار آب سفید نیز در این ناحیه از رشته کوه زاگرس قرار دارد. منطقه قالی کوه پناهگاه حیوانات وحشی بسیاری است.
شاهانکوه با ۴۰۴۰ متر ارتفاع، بلندترین قلهٔ استان اصفهان و از کوه‌های بلند زاگرس است که در ۲۰ کیلومتری جنوب غرب فریدون‌شهر واقع گردیده است. رشته کوه شاهان کوه از دره وهرگان در ۴۰ کیلومتری باختر شمالی فریدون‌شهر شروع شده و رو به سوی جنوب خاوری تا دره آب میدانک، ۲۵ کیلومتری جنوب باختری فریدون‌شهر به طول حدود ۴۳ کیلومتر و عرض متوسط آن ۱۰ کیلومتر می‌باشد. میزان بارندگی سالانه این رشته کوه بین ۸۰۰ تا یک هزار میلی‌متر و میانگین دمای سالیانهٔ آن بین ۵ تا ۱۰ درجه سانتی گراد است. رودخانهٔ خدنگستان، آب ترزه، آب سه پستان و آب سرداب می‌باشد و چشمه لنگان در شمال این رشته کوه قرار دارد.
کوه کِینو باارتفاع ۳۷۱۰ متر در شمال خوزستان (شهرستان اندیکا) و هم‌مرز با چهارمحال و بختیاری و لرستان قرار دارد و در بیشتر ماه‌های سال پوشیده از برف است. این کوه منبع اصلی تغذیه تالاب زیبای شیرین بهار خوزستان است.
از ارتفاعات مهم در زاگرس شمالی رشته کوه الوند است ک دارای چندین قلهٔ مهم و مرتفع در جهت شمال‌غربی ب جنوب‌شرقی کشیده شده است. بلندترین نقطه آن قله کوبُره ۳۵۸۶متر است. قلل یخچال، کلاه‌قاضی، کلاغ‌لانه، قزل‌اَرسلان، شاه‌نشین، اَردَک‌مَردَک از ارتفاعات شاخص کوهستان الوند در زاگرس شمالی هستند. بیشترین مساحت کوهستان الوند در حوزه شهرهای تویسرکان و همدان قرار دارد.
از دیگر ارتفاعات مهم زاگرس شمالی می‌توان به رشته کوه گرین (۳۷۰۰ متر) در حد فاصل استان‌های لرستان و همدان اشاره کرد. بیشتر مساحت این رشته کوه در محدوده شهرستان بروجرد و در جنوب غربی تا شمال غربی شهر بروجرد قرار گرفته است، اما با این وجود، گرین با طول بیش از ۱۸۰ کیلومتر، بخش اعظم مساحت شهرستان‌های بروجرد، الشتر و نورآباد در استان لرستان، شهرستان نهاوند در استان همدان و نیز بخش‌هایی از استان کرمانشاهان را فرا گرفته است. قله‌های ولاش، چهل نابالغان، سه کوزان، هجده یال و میش پرور از بلندترین ارتفاعات رشته کوه گرین هستند.

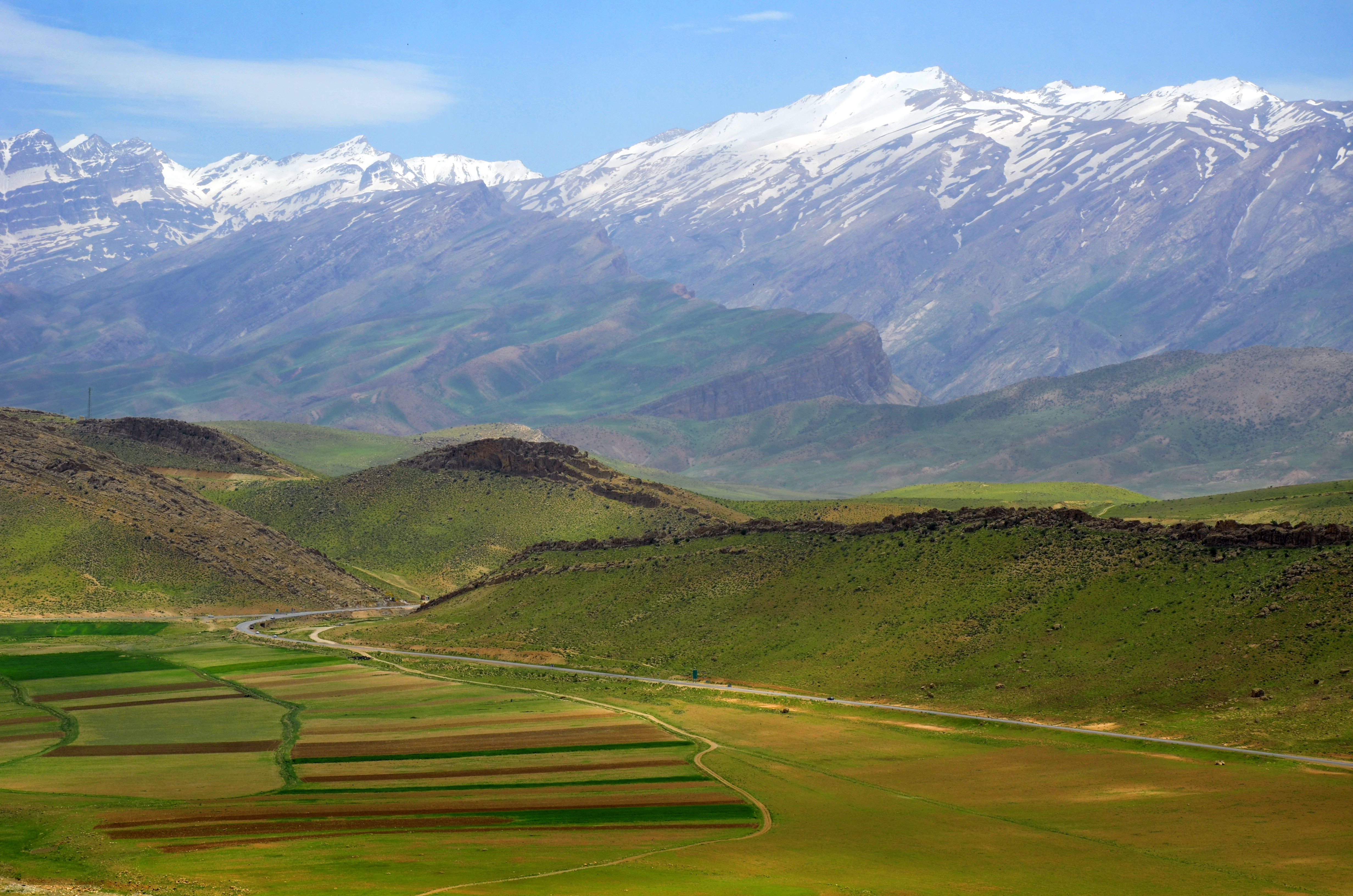
یخچال‌های طبیعی دنا

بلندی‌های زاگرس حوضه آبخیز رودخانه‌های زاینده‌رود، کارون، مارون، کرخه و دز را تشکیل می‌دهد و با توجه به حجم بارش و پایین بودن سطح تبخیر و موقعیت به‌نسبت مناسب سازندهای زمین‌شناختی بخش اعظم آب‌های زمینی و زیرزمینی کشور به میزان ۴۵ تا ۵۰ درصد را تأمین می‌کند. در جنوبی‌ترین نقطه زاگرس قله کوهٔ به بلندی۳۲۶۰ متر زیستگاه تشگرد وکوه فارغان هست تغییرات ارتفاعی و وجود کوه‌های مرتفع و ایجاد میکرو کلیماهای متفاوت همچنین قرار گرفتن این منطقه در بین دو ناحیه رویشی ایران و تورانی و صحارا – سندی دارای فلور خاصی است. به طوریکه عناصر گیاهی ایران و تورانی و صحارا – سندی با هم در این منطقه دیده می‌شوند. علاوه بر این عناصر نفوذی مدیترانه‌ای اروپا – سیبری سینو ژاپنی و نیز در این منطقه حضور دارند.

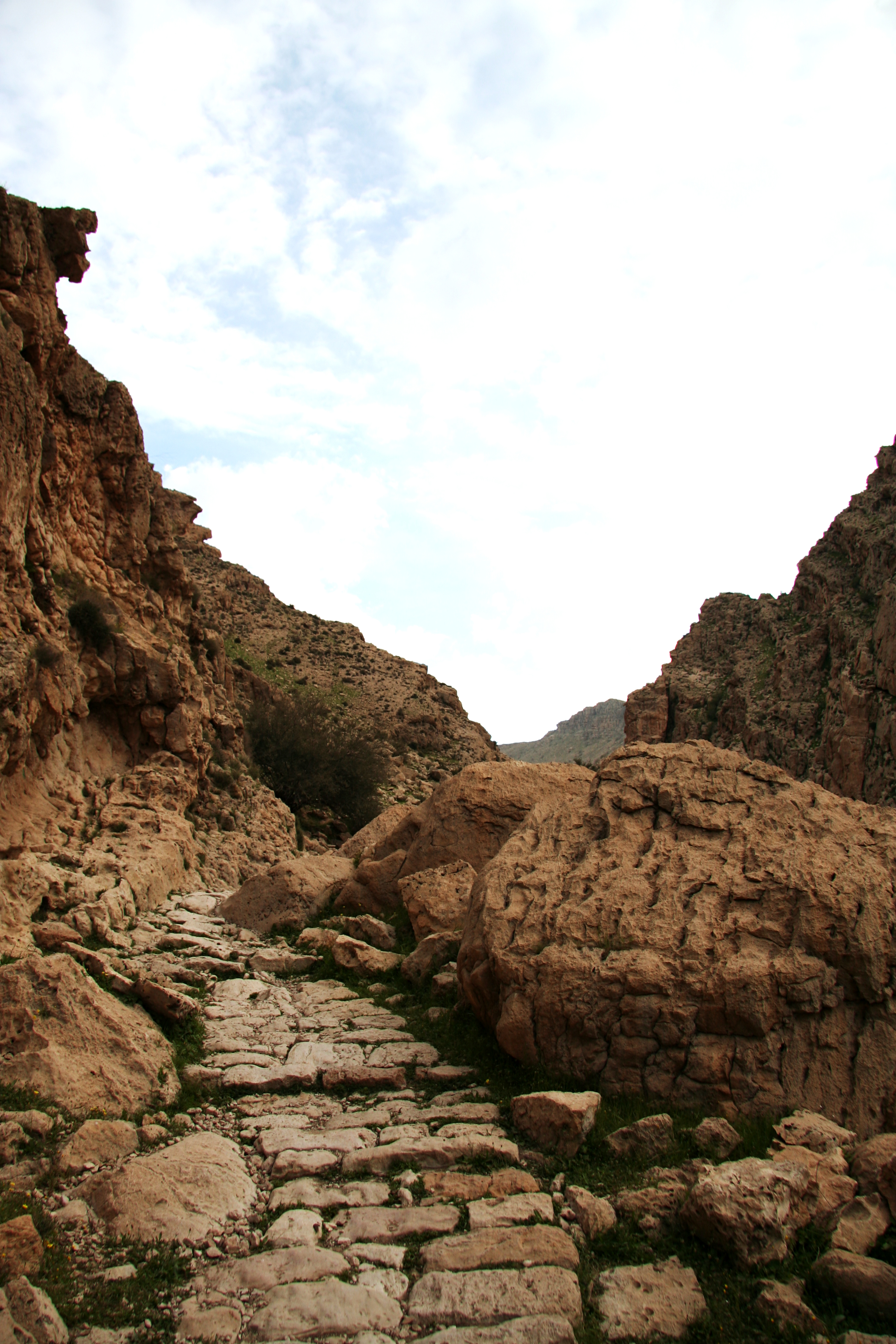
جاده رومی سنگفرش شده در زاگرس، بهبهان

### نوع زیستگاه
۱- مناطق کوهستانی از ارتفاع ۳۲۶۰ متر (شیبهای صخره ای و سنگی، شکاف صخره‌ها)
1. دره‌ها
2. خاک‌های ماسه‌ای

از دیگر قله‌های بلند آن می‌توان به پریز در شهرستان دورود، هشتاد پهلو در بخش پاپی، لیله در شهرستان اندیکا اشاره کرد.
هفده قله مرتفع زاگرس عبارتند از:
| رتبه | نام کوه      | شهرستان                   | استان               | ارتفاع (متر) | ناحیه            |
| ---- | ------------ | ------------------------- | ------------------- | ------------ | ---------------- |
| ۱    | دنا          | دنا                       | کهگیلویه و بویراحمد | ۴۴۰۹         | زاگرس جنوبی      |
| ۲    | زردکوه       | کوهرنگ                    | چهارمحال و بختیاری  | ۴۲۲۱         | زاگرس مرکزی      |
| ۳    | اشترانکوه    | ازنا                      | لرستان              | ۴۱۰۰         | زاگرس شمالی      |
| ۴    | قالی کوه     | الیگودرز                  | لرستان              | ۴۰۵۵         | زاگرس شمال مرکزی |
| ۵    | کوه بل       | اقلید                     | فارس                | ۴۰۵۰         | زاگرس جنوبی      |
| ۶    | شاهان‌کوه     | فریدون‌شهر                 | اصفهان              | ۴۰۴۰         | زاگرس مرکزی      |
| ۷    | کوه گره      | اقلید                     | فارس                | ۳۹۹۰         | زاگرس جنوبی      |
| ۸    | دالانکوه     | فریدن                     | اصفهان              | ۳۹۴۰         | زاگرس شمال مرکزی |
| ۹    | کوه تمندر    | الیگودرز                  | لرستان              | ۳۹۰۰         | زاگرس مرکزی      |
| ۱۰   | کوه هزار دره | لردگان                    | چهارمحال و بختیاری  | ۳۸۸۰         | زاگرس جنوب مرکزی |
| ۱۱   | کوه سیل      | خوانسار                   | اصفهان              | ۳۷۵۰         | زاگرس مرکزی      |
| ۱۲   | کوه کینو     | اندیکا                    | خوزستان             | ۳۷۴۵         | زاگرس شمال شرقی  |
| ۱۳   | کوه رنج      | سپیدان                    | فارس                | ۳۷۱۰         | زاگرس جنوبی      |
| ۱۴   | کوه ولاش     | بروجرد                    | استان لرستان        | ۳۶۳۰         | زاگرس مرکزی      |
| ۱۵   | کوه یال‌کبود  | شهرستان نهاوند            | استان همدان         | ۳۵۴۱         | زاگرس مرکزی      |
| ۱۶   | کوه کلار     | بروجن (تالاب چغاخور)      | چهارمحال و بختیاری  | ۳۶۲۹         | زاگرس شرقی مرکزی |
| ۱۷   | کوه تشگرد    | شهرستان جاجی‌آباد (فارغان) | هرمزگان             | ۳۶۲۹         | زاگرس جنوبی شرقی |
| ۱۸   | کوه پراو     | کرمانشاه                  | کرمانشاه            | ۳۴۰۵         | زاگرس شمالی      |
| ۱۹   | کوه شاهو     | پاوه                      | کرمانشاه-کردستان    | ۳۳۹۰         | زاگرس شمالی      |
| ۲۰   | جهان بین     | شهرکرد                    | چهارمحال و بختیاری  | ۳۳۴۲         | زاگرس مرکزی      |
| ۲۱   | کبیر کوه     | شهرستان ملکشاهی           | ایلام-ایلام         | ۳۰۶۵         | زاگرس شمالی      |
| ۲۲   | کوه شب       | رویدر                     | هرمزگان             | ۲۸۸۸         | زاگرس جنوبی      |

## زندگی

### نخستین انسان‌ها
به‌طور کلی در هزاره سوم، دوم و اول قبل از میلاد، دامنه‌های شرقی و غربی زاگرس و زاویه جنوب غربی ایران یکی از مراکز مهم تجمع اقوام گوناگون در جهان بوده است که دارای نژادی مشترک، فرهنگ و تمدنی مشابه با حکومت‌های به‌طور تقریبی مهم بوده‌اند که در رأس آن‌ها ایلام قرار داشت. نیمهٔ شمالی رشته کوه زاگرس در دورهٔ ایران باستان محل زندگی مادها بوده است.
نتیجهٔ تحقیقات بر روی استخوان‌های کشاورزان نخستین در منطقهٔ زاگرس ایران نشان می‌دهد دی‌ان‌ای کشاورزان باستان اهل زاگرس بیش از همه به زرتشتی‌های ایران و شهروندان امروز افغانستان، پاکستان و ایران شباهت دارد و خیلی متفاوت از مردمی است که زراعت را از ترکیه به اروپا بردند. تفاوت شگفت‌انگیز ژن کشاورزان اولیه شهروندان شرق و غرب هلال حاصلخیز که تا پیش از این تصور می‌شد از یک نژاد هستند به عنوان دستاورد این پژوهش توسط یک تیم بین‌المللی در نشریه ساینس منعکس شده است.

### اهالی امروز
امروزه جمعیت ساکن در رشته‌کوه زاگرس را پارس‌ها، کردها، لکها، لرها، ترک‌ها، قشقایی‌ها و مسیحیان آشوری تشکیل می‌دهند.

## گیاهان و جانوران زاگرس

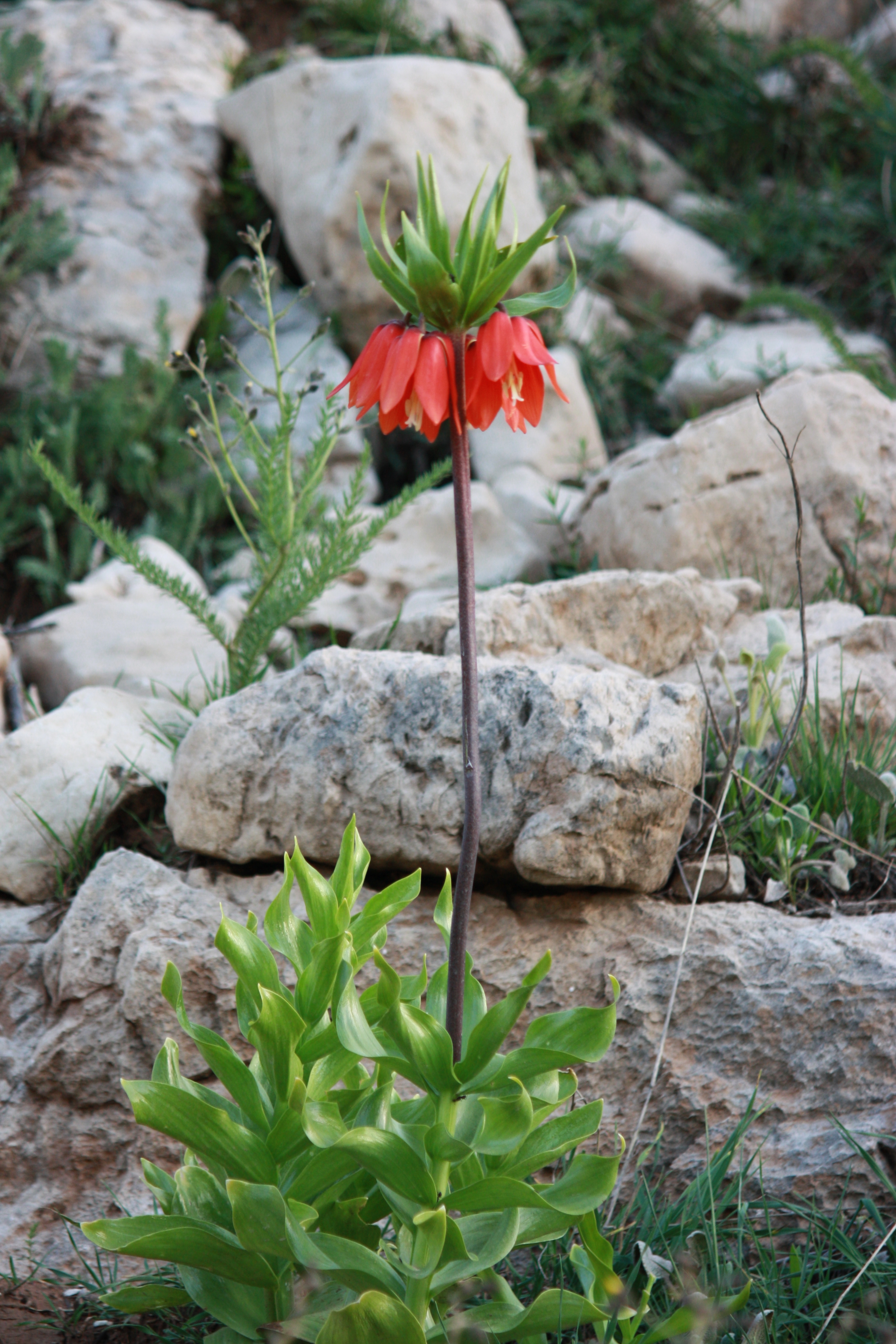
لاله واژگون در کوه دنا

رشته کوه زاگرس دارای حیات وحش بسیار غنی می‌باشد و گونه‌های گیاهی و جانوری کمیاب و گاهی درحال انقراض را در خود جای داده است.
- سمندر لرستان
- بلوط ایرانی

## نگارخانه

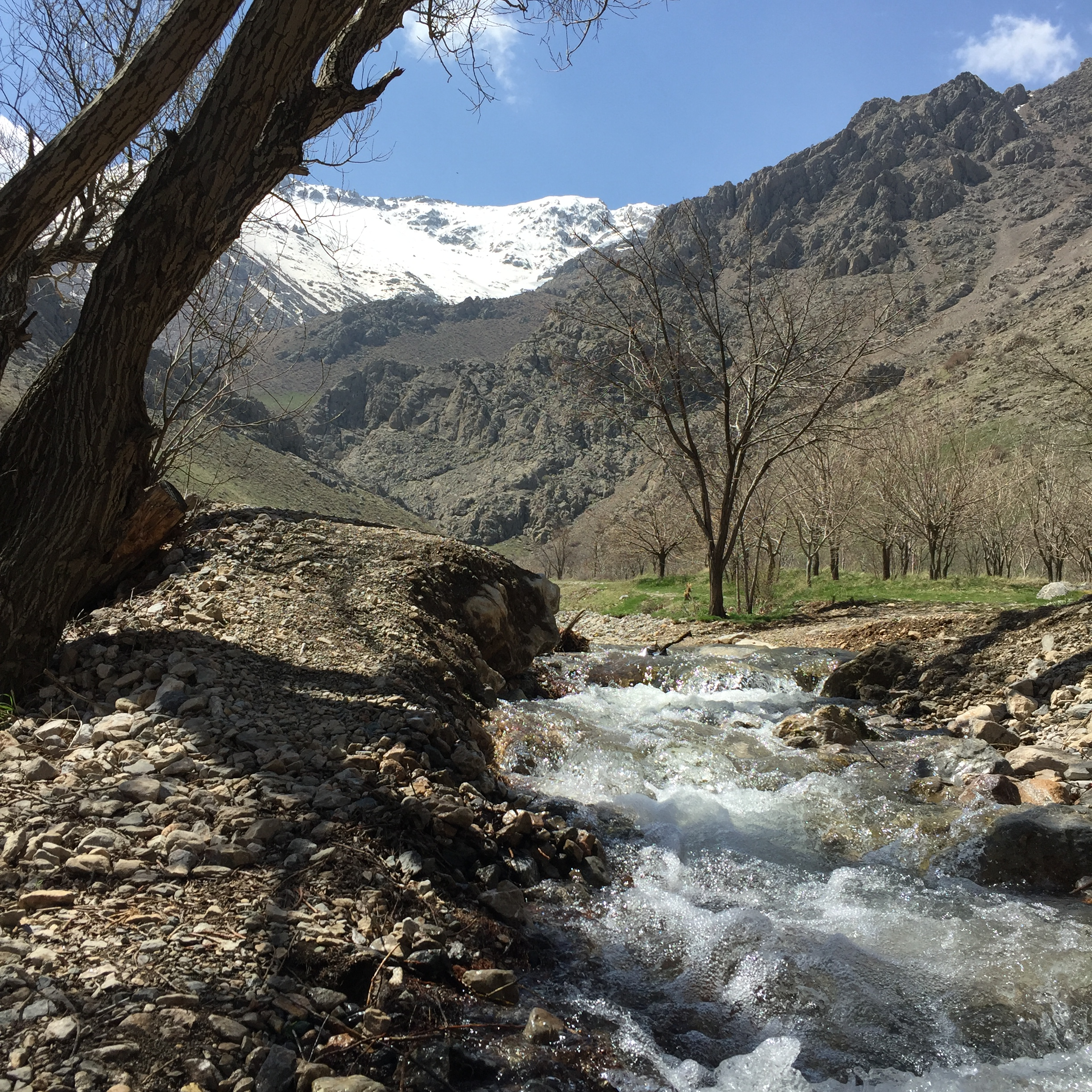
سراب فارسبان، نهاوند
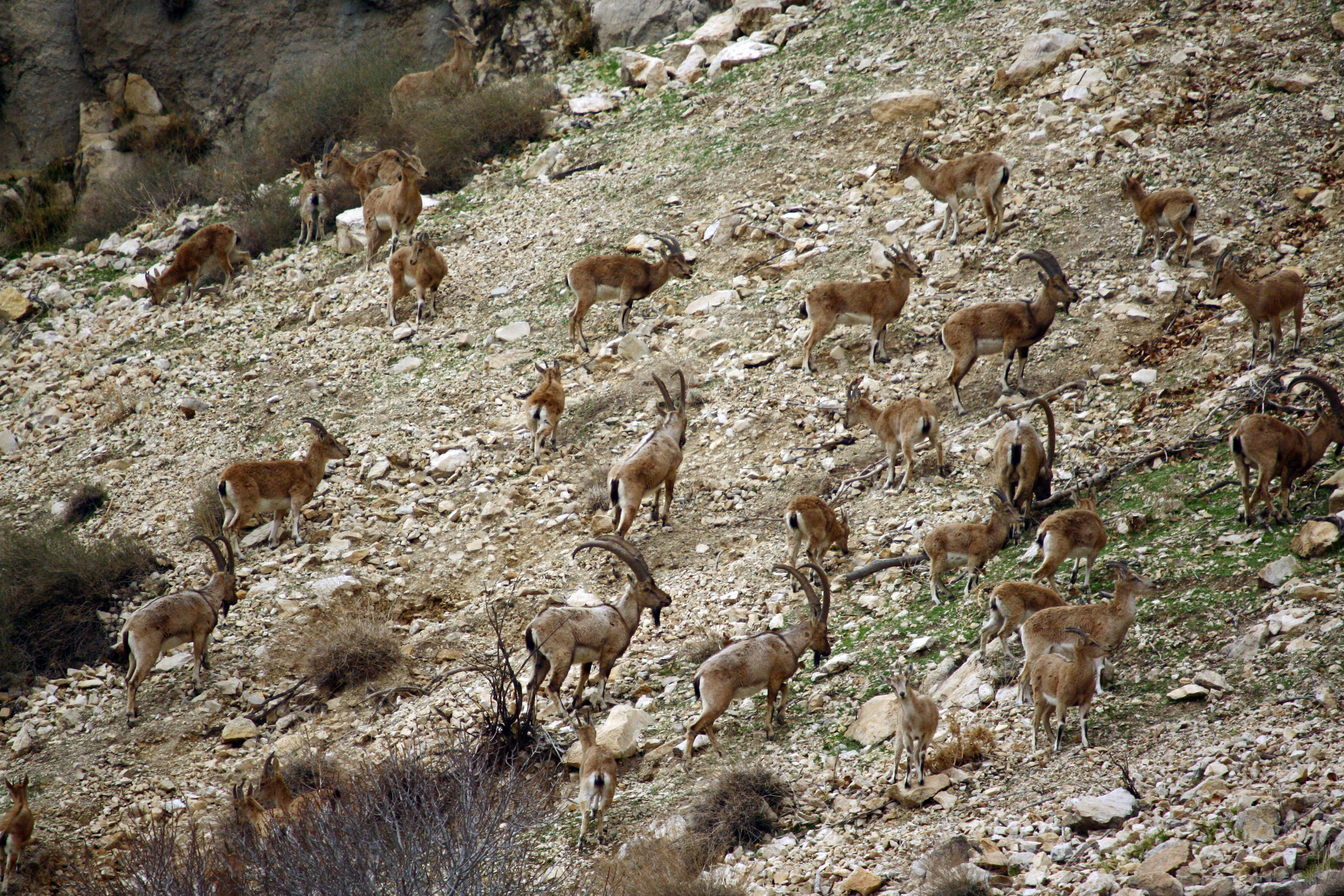
گله بز کوهی در منطقه حفاظت شده خاییز، بهبهان
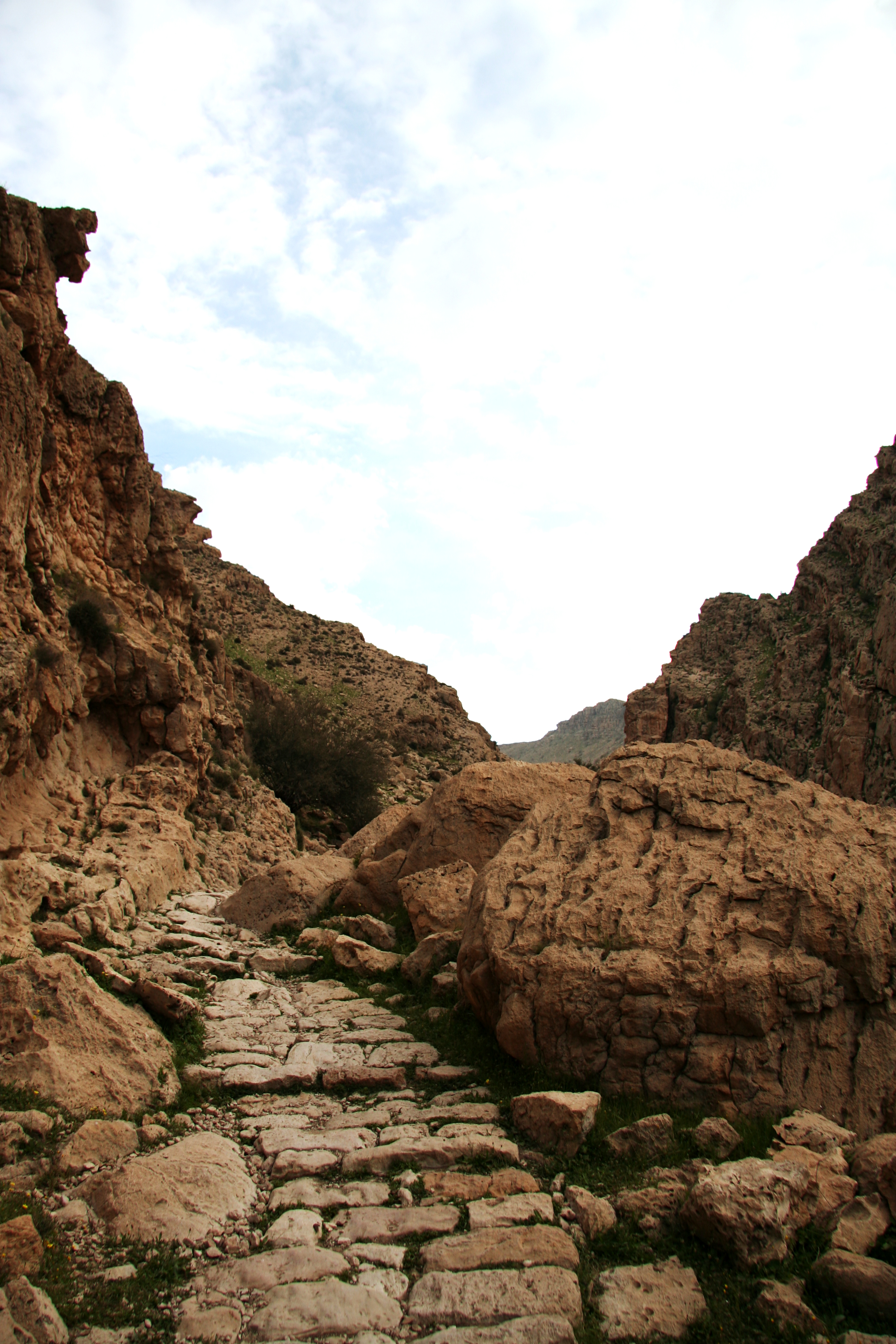
راه باستانی سنگفرش شده، ارجان بهبهان
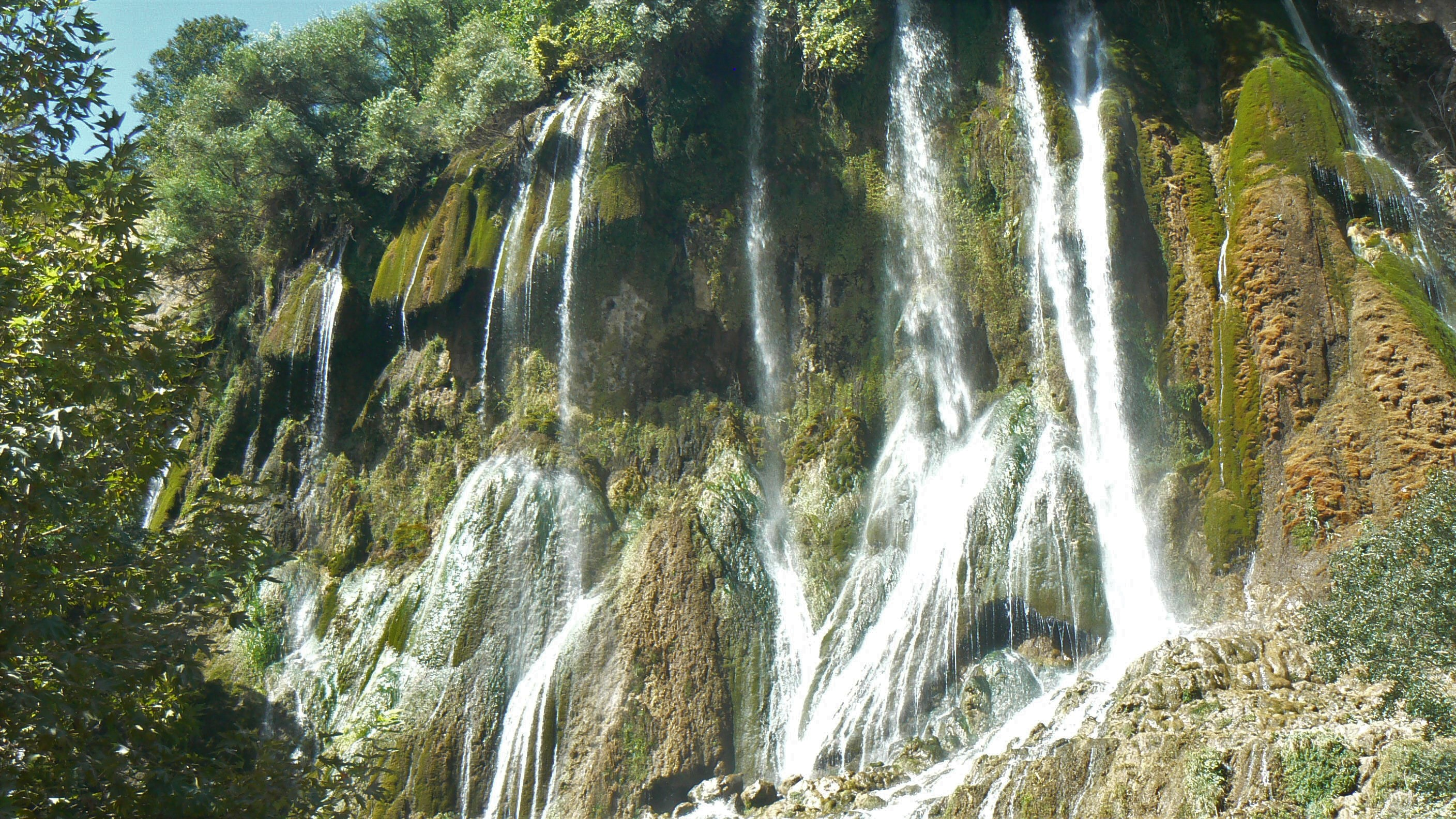
آبشار بیشه در لرستان
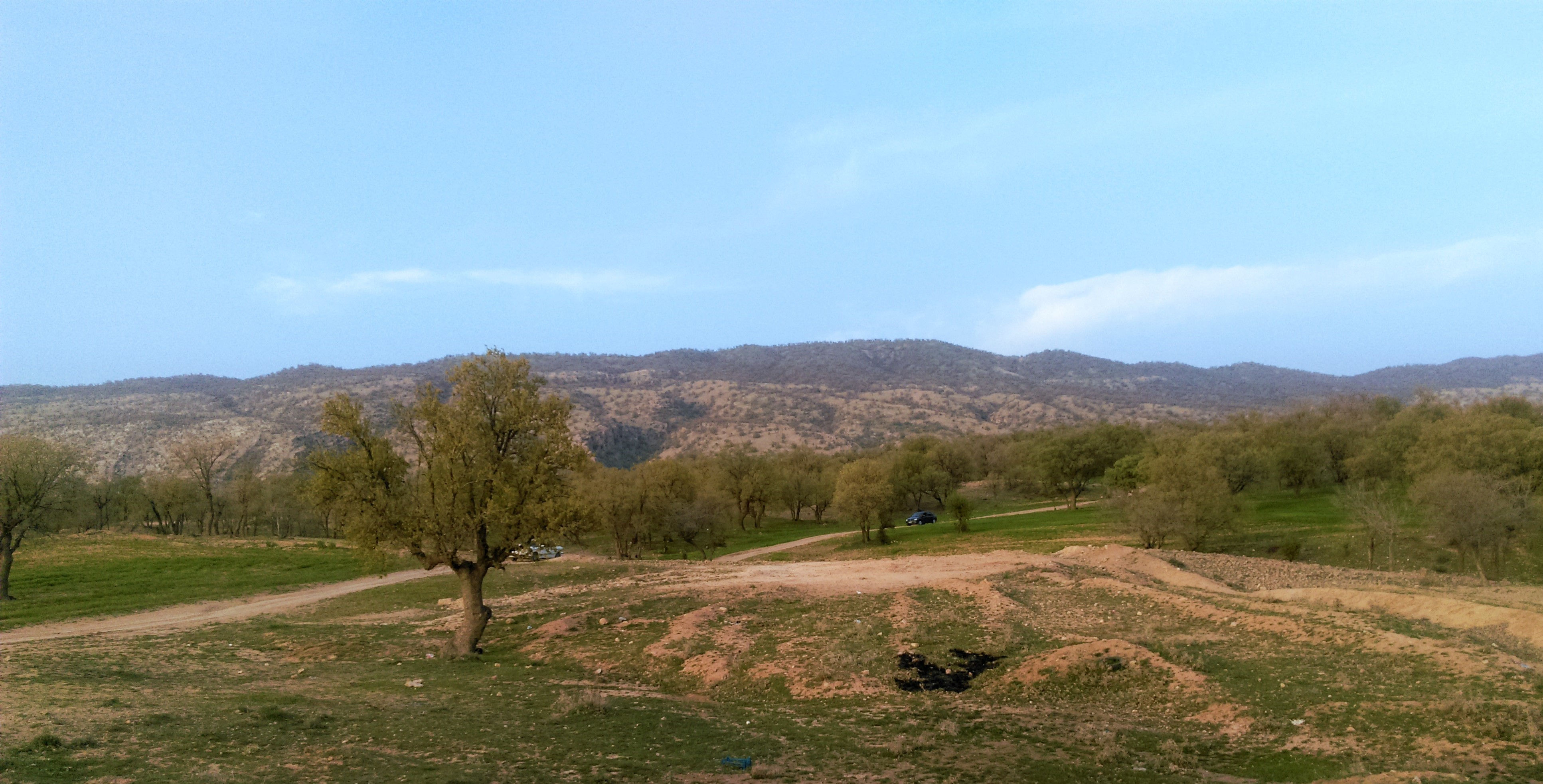
پوشش گیاهی زاگرس در لرستان
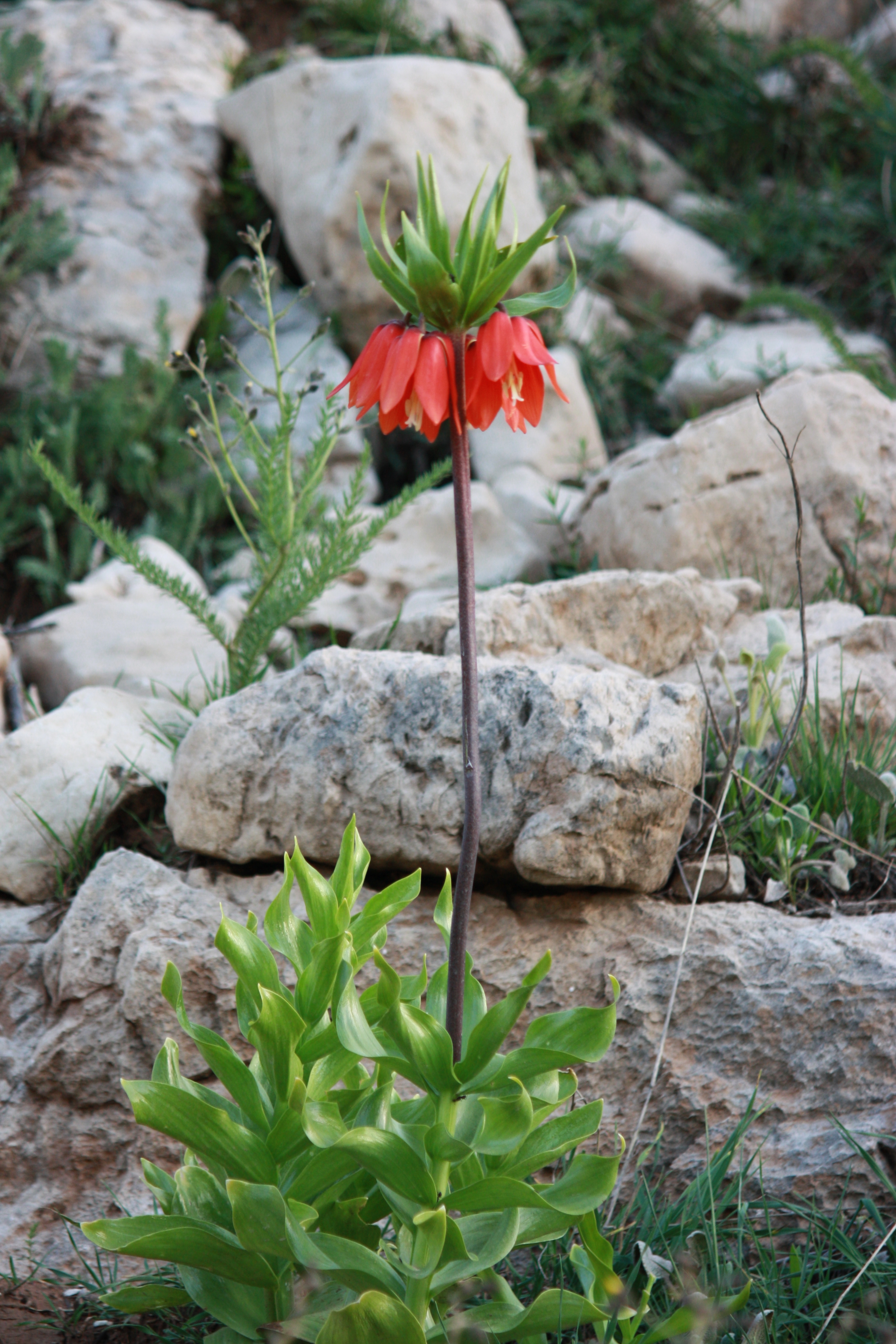
لاله واژگون در کوه دنا
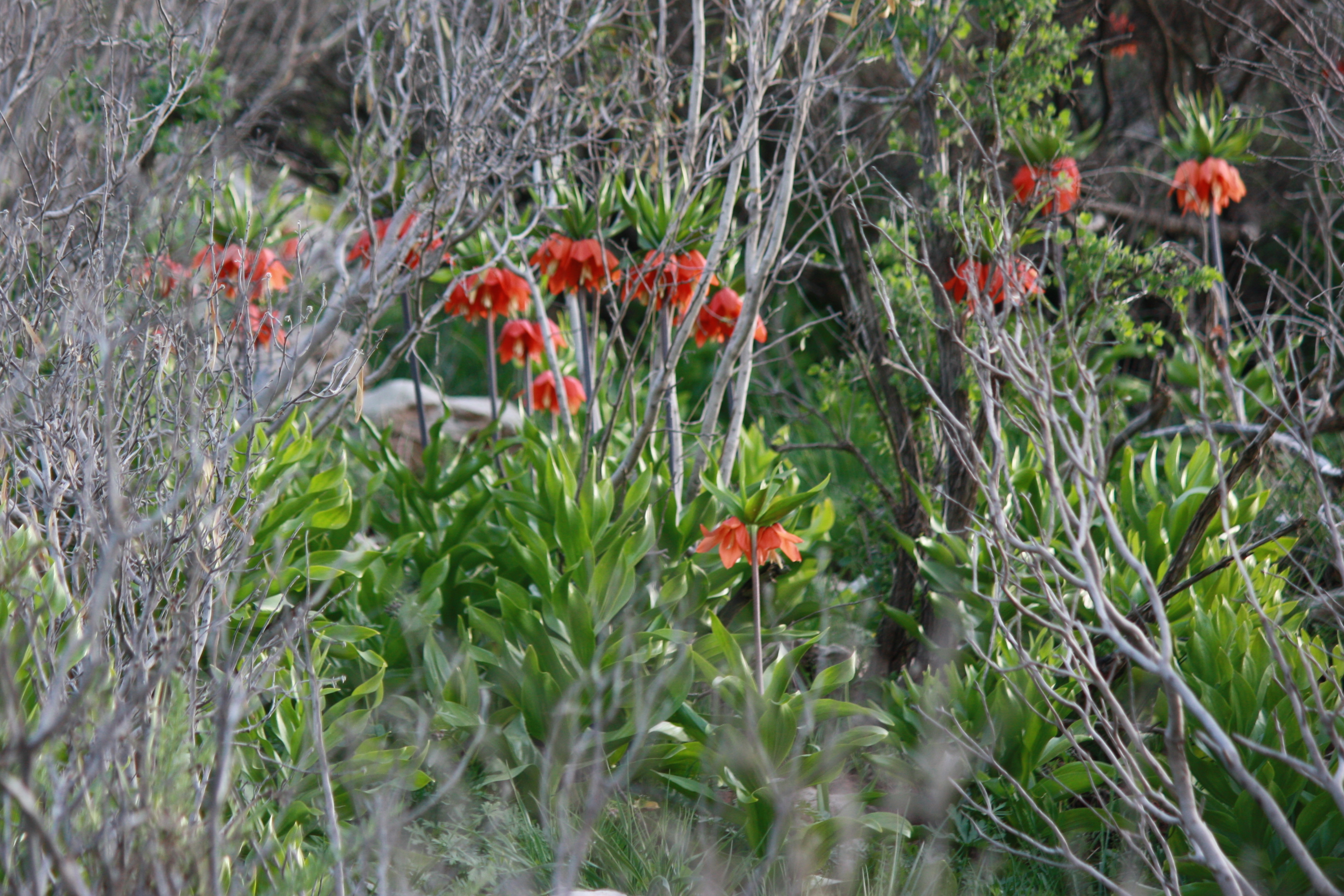
لاله‌های واژگون در کوه دنا